# ماهی شکم‌اره‌ای نوک‌سیاه
ماهی شکم‌اره‌ای نوک‌سیاه (نام علمی: Hoplostethus intermedius) نام یک گونه از تیره لیزابه‌سر است.